# Syneora tephroleuca
Syneora tephroleuca là một loài bướm đêm trong họ Geometridae.